# Юго-западная Антьокия
Юго-западная Антьокия — субрегион в Колумбии, расположенный в департаменте Антьокия. Регион подразделяется на 24 муниципалитета.

## Муниципалитеты
- Амага
- Андес
- Анхелополис
- Бетания
- Бетулия
- Вальпараисо
- Венесия
- Испания
- Кайседо
- Караманта
- Конкордия
- Ла-Пинтада
- Монтебельо
- Пуэблоррико
- Сальгар
- Санта-Барбара
- Сьюдад-Боливар
- Тамесис
- Тарсо
- Титириби
- Уррао
- Фредония
- Хардин
- Херико